# Frederick (Oklahoma)
Frederick város az Amerikai Egyesült Államok Oklahoma államában, Tillman megyében, melynek megyeszékhelye. Lakosainak száma 3468 fő (2020. április 1.).

## Népesség
A település népességének változása:

| 2010 | 3 692 |
| 2020 | 3 468 |